# Anthony Patras

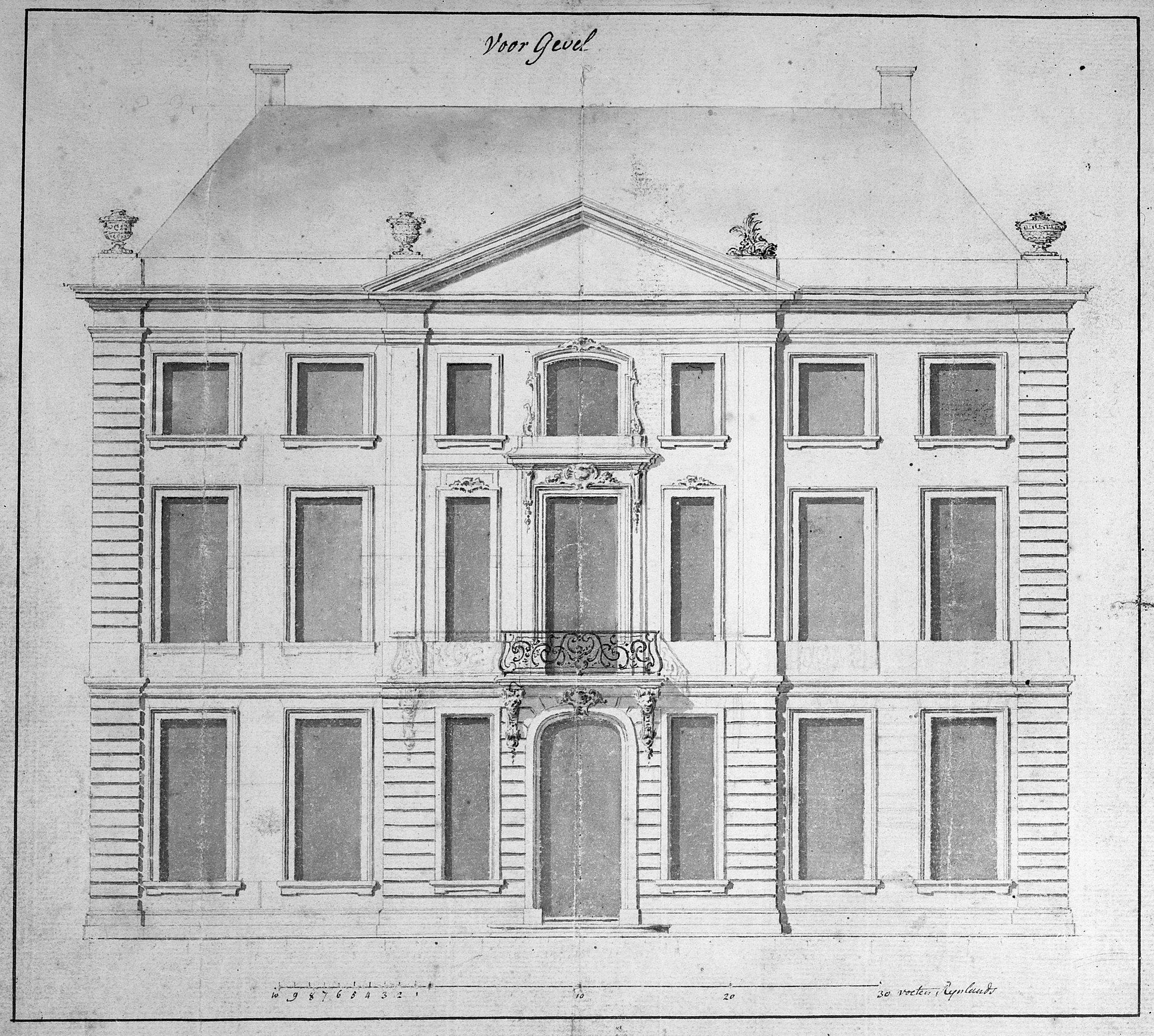
Het uitgevoerde ontwerp van de voorgevel van het huis van Anthony Patras, het latere Paleis Lange Voorhout

Anthony Patras (Grenoble, 17 juni 1718 - Den Haag, 5 april 1764) was een uit Frankrijk afkomstig politicus en financier in de Republiek der Zeven Verenigde Nederlanden.

## Biografie
Anthony Patras was de zoon van Antoine Patras, een arts in Grenoble. De in Batavia woonachtige Abraham Patras, toekomstig Gouverneur-generaal van de Vereenigde Oostindische Compagnie (hierna: VOC), vroeg in 1724 aan zijn broer Antoine om vanwege het ontbreken van een eigen erfgenaam, een van zijn zonen naar hem toe te sturen, teneinde zijn fortuin over te nemen na zijn dood. De arts stuurde zijn jongste zoon, Anthony (eigenlijk ook Antoine geheten) echter eerst naar de universiteit in Genève. In 1733 vertrok Anthony Patras naar de Republiek der Zeven Verenigde Nederlanden (hierna: de Republiek), waar hij zich aanmelde bij de VOC-Kamer Amsterdam, om vervolgens als adelborst naar Nederlands-Indië te varen. In Batavia aangekomen, zou zijn oom hem geleidelijk aan steeds betere functies in dienst bij de VOC geven.
Patras trouwde in 1737 met Magdalena Adriana van Schinne, dochter van Isaäc van Schinne (1693-1744), president van de Raad van Indië. Toen zijn schoonvader na een conflict in 1741 op een schip naar de Republiek werd gezet, besloot Patras eveneens te vertrekken. Al snel na zijn aankomst leende Patras een groot bedrag aan stadhouder Willem IV, hetgeen hem in de gunst van de stadhouder bracht. In 1743 kocht Patras land in het Friese Weststellingwerf. Daar kwam hij in contact met Onno Zwier van Haren, die op dat moment grietman van Weststellingwerf was en lid van de Raad van State. Van Haren probeerde Patras in de politiek te betrekken en na verloop van tijd lukte dit hem ook. Anthony Patras werd in 1746 benoemd als een van de vier burgemeesters van de stad Sloten, naast Claas Martens Nyenhuis. Wybrandus Haanstra en Jacobus de Laverté.
Van 1759 tot 1764 is Patras namens het gewest Friesland lid van de Staten-Generaal. Patras, die al sinds 1743 een woning aan het Lange Voorhout in Den Haag bezat, kocht in 1760 een blok huizen aan het Lange Voorhout van de Bredase  burgemeester en thesaurier Samuel van Huls. Hij liet de huizen afbreken en tussen 1760 en 1764 door architect Pieter de Swart een kapitaal huis bouwen, welk later bekend zou komen te staan als het Paleis Lange Voorhout. Anthony Patras zou maar kort van zijn nieuwe huis kunnen genieten, want hij stierf op 5 april 1764 op vijfenveertigjarige leeftijd. Zijn dood werd toegeschreven aan een aandoening genaamd Podagra, een ernstige vorm van jicht. Patras overleed zonder nageslacht.
Patras werd op 11 april 1764 bijgezet in de grafkelder van de familie Van Schinne in de Grote of Sint-Jacobskerk in Den Haag.